# Bollenbach
Bollenbach est une municipalité allemande située dans le Land de Rhénanie-Palatinat et l'arrondissement de Birkenfeld.